# Iringa (region)

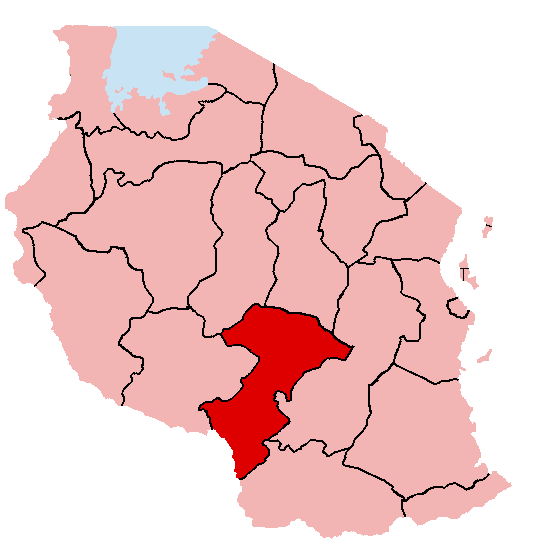
Region Iringa na mapie Tanzanii

Iringa – jeden z 26 regionów (jednostka podziału administracyjnego) Tanzanii o powierzchni 58 936 km² (7. pod względem wielkości), 1 495 333 mieszkańców (2002). Stolicą jest miasto Iringa.
Na terenie regionu znajduje się Park Narodowy Ruaha - drugi pod względem wielkości (ok. 10 300 km²) park narodowy Tanzanii.
Region podzielony jest na 7 dystryktów:
- Iringa Wiejska (Iringa Rolnicza), ang. Iringa Rural
- Iringa Miejska
- Kilolo
- Ludewa (8 397 km²)
- Makete (4 128 km²)
- Mufindi (7 123 km²)
- Njombe (10 242 km²)